# 火曜エンタテイメント!
『火曜エンタテイメント!』（かようエンタテイメント）は、2009年4月7日から2010年9月28日まで、テレビ東京で毎週火曜日に放送されていた単発特別番組枠の冠タイトルである。
2010年3月9日から9月28日までの放送時間は、毎週火曜日の19:30 - 20:54（JST）。

## 概要
この番組では、「大人のための上質なエンタテイメント番組」としており、自局や他局で放送されている単発枠と同じく、バラエティのみならず、情報やドキュメンタリーなどジャンルを限定せずに（当初は）2時間放送していくとしている。
テレビ東京系列で火曜日にレギュラーの単発特番枠が設けられるのは、2001年3月まで20時台に放送されていた『火曜イチバン!』以来8年ぶりとなる。
全編ローカルセールス枠となっているため、TXN系列内でも別の番組に差し替えられることもある。（野球シーズン中は全力闘球や各局のプロ野球中継差し替えも行われる。同例はTX系の『土曜スペシャル』、ならびにTBSの『スパモク!!』も該当）
2010年3月9日からは、19時台前半枠に『爆丸バトルブローラーズ ニューヴェストロイア』を放送するため、当番組は30分縮小し、19時30分スタートに変更された。なお、2010年3月2日は『爆丸バトルブローラーズ ニューヴェストロイア』初回スペシャル（1時間スペシャル）放送のため、20:00 - 20:54に『火曜エンタテイメント!』枠外で特番を放送した。前述の『火曜ゴールデンワイド』も、終了1年前である1998年10月に19時00分開始から19時30分開始に縮小されていた。
視聴率は枠縮小前は5% - 8%で推移していたが、枠縮小後は4%前後で推移している。
番組最高視聴率は2010年1月12日の「大木&青木がドッキドキ!!仰天パニックシアター(3)まさかの瞬間ビビる60連発!!」で9.0%を記録した。　
2010年10月改編により、同年9月28日で番組は終了した。10月以降は19時台にはバラエティ7で放送してきた『ありえへん∞世界』が深夜からゴールデンタイムに昇格し放送されていたが、2012年10月から火曜20時台に繰り下げて放送されている。20時台には『女神のキセキ』が開始したものの、2011年3月で終了した。単発特別番組枠としては、2010年10月18日からは、月曜20・21時台で『月曜プレミア!』が放送されており、そちらに引き継いだ。『月曜プレミア!』は、2012年3月で終了したが、2020年4月から月曜20・21時台で『月曜プレミア8』として8年ぶりに単発特別番組枠が復活する予定。『月曜プレミア!』が終了してから3年半後の2015年秋の改編で『水曜ミステリー9』が『水曜エンタ』の一企画に縮小し、同年10月から単発特別番組枠の『水曜エンタ』が開始されたが、2017年3月で終了。2019年4月から当枠以来8年半ぶりに火曜19時台で単発特番枠『火曜エンタ』が開始。

## ネット局と放送時間
※毎回対応が異なるため、各放送局の番組表も併せて参照のこと。

### 放送時間の変遷
- 開始 - 2010年2月23日 火曜日19:00 - 20:54（114分）
- 2010年3月9日 - 9月28日 火曜日19:30 - 20:54（84分）

### 同時ネット局
- テレビ北海道
  - プロ野球シーズン中（北海道日本ハムファイターズの試合を中継する場合）は放送されないこともある。
  - 2009年11月17日はドラマ「Alive〜希望のかけら〜」の為、差し替えられた
  - 2010年3月23日は20:00から「商船三井フェリープレゼンツ 春ロマン紀行!北海道〜東京・夢の船旅コース」に差し替えられた。
- テレビ愛知
- テレビ大阪　
  - 開始から2009年8月25日までは完全同時ネットであったが、放送を再開した2009年10月13日以降、同時間帯で遅れネットを行ったり、非ネットの回もあったりする。
  - 2009年9月1日から同年10月6日までは、『火曜ゴールデン劇場』（時代劇の再放送）に差し替えた。
  - 2010年1月5日は、『火曜ゴールデン劇場』として映画『アイス・エイジ』に差し替えた。
- テレビせとうち
  - 2010年6月15日は、自社制作のドキュメンタリー番組2本がTXNドキュメンタリー大賞・TXN番組大賞の各優秀番組賞に受賞したことを記念して各受賞作のアンコール放送を行なう為に差し替えた。
- TVQ九州放送
  - ただし、プロ野球シーズン中は頻繁に『TVQスーパースタジアム』に差し替えとなる。内容によっては、休日の昼間に時差ネットされる。
- テレビ和歌山

### 遅れネット局
- 奈良テレビ　同時間帯の放送ながら1週遅れ。
- びわ湖放送　同時間帯の放送ながら約2カ月遅れ。但し、2009年12月1日・2010年7月27日の東京ディズニーリゾート特集は同時ネットで放送された。

その他、他系列局でも別タイトルで休日の昼間等に放送される場合がある。
- 東北放送（TBS系）が日曜14:00 - 16:00に不定期に放送
- 福島放送（テレビ朝日系）が土曜15:00 - 16:55の『KFBサタデープラザ』枠内で不定期に放送。
- 静岡放送（TBS系)が土曜14:05 - 15:30に不定期に放送
- 山陰放送（TBS系）が土･日曜午後時間帯に不定期に放送(90分再編集版を放送する場合もある)

## 参考資料・出典
- 『火曜エンタテイメント!』概要ページ